# Campeonato Mundial de Vóley Playa de 2009
El VII Campeonato Mundial de Vóley Playa se celebró en Stavanger (Noruega) entre el 25 de junio y el 5 de julio de 2009 bajo la organización de la Federación Internacional de Voleibol (FIVB) y la Federación Noruega de Voleibol.
Las competiciones se realizaron en un estadio construido temporalmente en la ribera occidental del fiordo Vågen.

## Medallistas
| Evento    | Oro                                        | Plata                                          | Bronce                                       |
| --------- | ------------------------------------------ | ---------------------------------------------- | -------------------------------------------- |
| Masculino | Julius Brink · Jonas Reckermann · Alemania | Alison Cerutti · Harley Marques Silva · Brasil | Todd Rogers Philip Dalhausser Estados Unidos |
| Femenino  | April Ross Jennifer Kessy Estados Unidos   | Larissa França · Juliana Silva · Brasil        | Talita Antunes · Maria Antonelli · Brasil    |

### Final masculina
|  | Semifinales                                    | Semifinales                                    |       |                                              | Final                                      | Final |  |
|  |                                                |                                                |       |                                              |                                            |       |  |
|  |                                                |                                                |       |                                              |                                            |       |  |
|  |                                                |                                                |       |                                              |                                            |       |  |
|  | Julius Brink · Jonas Reckermann · Alemania     | 21 16 15                                       |       |                                              |                                            |       |  |
|  | Todd Rogers Philip Dalhausser Estados Unidos   | 17 21 10                                       |       |                                              |                                            |       |  |
|  |                                                |                                                |       |                                              |                                            |       |  |
|  |                                                |                                                |       |                                              |                                            |       |  |
|  |                                                |                                                |       |                                              | Julius Brink · Jonas Reckermann · Alemania | 21 21 |  |
|  |                                                | Alison Cerutti · Harley Marques Silva · Brasil | 16 19 |                                              |                                            |       |  |
|  |                                                |                                                |       |                                              |                                            |       |  |
|  |                                                |                                                |       |                                              |                                            |       |  |
|  |                                                |                                                |       |                                              | Tercer Puesto                              |       |  |
|  |                                                |                                                |       |                                              |                                            |       |  |
|  | Alison Cerutti · Harley Marques Silva · Brasil | 21 21                                          |       | Todd Rogers Philip Dalhausser Estados Unidos | 21 21                                      |       |  |
|  | David Klemperer · Eric Koreng · Alemania       | 18 14                                          |       |                                              | David Klemperer · Eric Koreng · Alemania   | 11 16 |  |

### Final femenina
|  | Semifinales                               | Semifinales                              |       |                                           | Final                                    | Final |  |
|  |                                           |                                          |       |                                           |                                          |       |  |
|  |                                           |                                          |       |                                           |                                          |       |  |
|  |                                           |                                          |       |                                           |                                          |       |  |
|  | Larissa França · Juliana Silva · Brasil   | 21 18 15                                 |       |                                           |                                          |       |  |
|  | Talita Antunes · Maria Antonelli · Brasil | 17 21 13                                 |       |                                           |                                          |       |  |
|  |                                           |                                          |       |                                           |                                          |       |  |
|  |                                           |                                          |       |                                           |                                          |       |  |
|  |                                           |                                          |       |                                           | Larissa França · Juliana Silva · Brasil  | 28 21 |  |
|  |                                           | April Ross Jennifer Kessy Estados Unidos | 30 23 |                                           |                                          |       |  |
|  |                                           |                                          |       |                                           |                                          |       |  |
|  |                                           |                                          |       |                                           |                                          |       |  |
|  |                                           |                                          |       |                                           | Tercer Puesto                            |       |  |
|  |                                           |                                          |       |                                           |                                          |       |  |
|  | April Ross Jennifer Kessy Estados Unidos  | 28 15 15                                 |       | Talita Antunes · Maria Antonelli · Brasil | 21 21                                    |       |  |
|  | Ana Paula Conelly · Shelda Bedê · Brasil  | 26 21 9                                  |       |                                           | Ana Paula Conelly · Shelda Bedê · Brasil | 13 16 |  |

## Medallero
| Núm. | País           | Oro | Plata | Bronce | Total |
| ---- | -------------- | --- | ----- | ------ | ----- |
| 1    | Estados Unidos | 1   | 0     | 1      | 2     |
| 2    | Alemania       | 1   | 0     | 0      | 1     |
| 3    | Brasil         | 0   | 2     | 1      | 3     |
|      | TOTAL          | 2   | 2     | 2      | 6     |